# Гончарук, Фёдор Евтихович
Фёдор Евтихович (Евстихович, Евтихиевич) Гончарук (1919—1975) — майор Рабоче-крестьянской Красной Армии, участник Великой Отечественной войны, Герой Советского Союза (1944).

## Биография
Фёдор Гончарук родился 22 мая 1919 года в селе Куражин (ныне — Новоушицкий район Хмельницкой области Украины) в семье крестьянина. Украинец. Окончил четыре класса школы, после чего работал в колхозе. В 1939 году Гончарук был призван на службу в Рабоче-крестьянскую Красную Армию. В 1940 году он окончил полковую школу и вступил в партию. С сентября 1941 года — на фронтах Великой Отечественной войны, был трижды ранен. К марту 1944 года капитан Фёдор Гончарук командовал 4-й ротой 2-го мотострелкового батальона 15-й мотострелковой бригады 16-го танкового корпуса 2-й танковой армии 2-го Украинского фронта. Отличился во время освобождения Украинской и Молдавской ССР.
Рота Гончарука первой переправилась через реку Горный Тикич и захватила плацдарм на её западном берегу. Совершив марш, она освободила село Кривец Маньковского района Черкасской области и отразила несколько вражеских контратак. 13 марта 1944 года рота Гончарука одной из первых переправилась через Южный Буг, а затем — через Днестр к югу от города Сороки.
Указом Президиума Верховного Совета СССР от 13 сентября 1944 года за «образцовое выполнение боевых заданий командования на фронте борьбы с немецкими захватчиками и проявленные при этом мужество и героизм» капитан Фёдор Гончарук был удостоен высокого звания Героя Советского Союза с вручением ордена Ленина и медали «Золотая Звезда» за номером 1674.
В 1945 году в звании майора Гончарук был уволен в запас. Работал председателем колхоза, заместителем председателя Новоушицкого райисполкома Хмельницкой области. Жил в посёлке Новая Ушица. Умер 4 августа 1975 года.
Был также награждён орденами Отечественной войны 1-й степени и Красной Звезды, а также рядом медалей.